# إدارة شرقية
الإدارة الشرقية (بالإنجليزية: Oriental management) واحدة من مدارس الإدارة الحديثة، وتهتم بدراسة أحدث نظريات الإدارة وأقدمها، فضلاً عن ممارساتها داخل الصين وخارجها على حد سواء؛ بالإضافة إلى اهتمامها بدراسة قواعد عمل الإدارة ومبادئها.
بعد عقود من الدراسة والبحث، تأثرت الإدارة الشرقية، القائمة على الحضارة القديمة الفريدة لدول الشرق وخاصة الصين، بجوهر مفاهيم الإدارة في كلٍّ من دول الشرق والغرب. وتتمثل الأسس النظرية التي قامت عليها الإدارة الشرقية في الإدارة الصينية والإدارة الغربية والإدارة خارج بلاد الصين.

## جوهر الإدارة الشرقية
إن مفاهيم «التوجه الإنساني نحو الشرق» و«الأخلاق الإنسانية» و«السلوك الإنساني» هي جوهر الإدارة الشرقية وقيمتها الأساسية، وقد وضعها البروفيسور سو دونغشوي، الذي يعد مؤسس مدرسة الإدارة الشرقية في أوائل تسعينيات القرن العشرين. ولا يقتصر نطاق البحث في الإدارة الشرقية على الأعمال التجارية فقط، بل يمتد ليشمل تقريبًا جميع مجالات الإدارة، بما في ذلك الحوكمة الفردية والحوكمة الأسرية والحوكمة التجارية وحوكمة الدولة. ويكمن الهدف الأسمى والقيمة المثلى للإدارة الشرقية في إقامة مجتمع متناغم، يحقق فيه كل فرد تطورًا شاملًا بنفسه ولنفسه، من خلال اتباع «العناصر الفلسفية الخمسة عشر» والالتزام بها وتنفيذها، وهي تتمثل في: 
1. القواعد المتبعة لحكم دولة ما
2. المرونة في مواجهة التغيرات
3. التوجه الإنساني نحو الشرق
4. تطبيق السلطة، والفِعْلانية
5. النظر لركن التناغم كأولوية
6. التركيز على أهمية استخدام الأدوات
7. إدارة الدولة بموجب القانون
8. التحلي بالثقة والإيمان عند الإقبال على مشروع ما
9. التخطيط السليم
10. التحلي بالحنكة والدهاء عند صنع القرار
11. الاستخدام الدقيق المُتقن للتكتيكات
12. الكفاءة العالية والابتعاد عن الفساد
13. الاجتهاد والمثابرة لصنع ثروة
14. العمل بالأسباب والمنطق.